# Shevchenkove (huyện)
Huyện Shevchenkove (tiếng Ukraina: Шевченківський район, chuyển tự: Shevchenkoves’kyi raion) là một huyện của tỉnh Kharkiv thuộc Ukraina. Huyện Shevchenkove có diện tích 977 km², dân số theo điều tra dân số ngày 5 tháng 12 năm 2001 là 23213 người với mật độ 24 người/km2. Trung tâm huyện nằm ở Shevchenkove.